# Bourg-Saint-Maurice
Bourg-Saint-Maurice (Latin: Bergintrum), thường gọi là Bourg, là một xã thuộc tỉnh Savoie trong vùng Rhône-Alpes ở đông nam nước Pháp. Xã này nằm ở khu vực có độ cao trung bình 815 mét trên mực nước biển.